# Hrvatska rieč
Hrvatska rieč je bio hrvatski dnevnik iz Šibenika. 
Izašla je prvi put 1905., a prestala je izlaziti 1914. godine. Nekoliko je puta mijenjale ritam izlaženja. Od 1905. do 1911. izlazila je dvaput tjedno, zatim godinu dana triput tjedno te zadnju godinu postojanja izlazila je kao dnevni list. Uređivali su ju Vladimir Kulić, Vinko Smolčić, Josip Drezga i Marko Skočić. 
List je držao do jedinstva pravaša, pa su radi izbjegavanja sukoba sa stranačkim kolegom Ivom Prodanom obustavili izlaženje na tri mjeseca tijekom 1907. godine.
Hrvatska misao bila je u svezi s listom Hrvatskom mišlju iz Šibenika koji je izlazio od 1913. godine.